# Denis Buican
Denis Buican, o Dumitru Buican-Peligrad (Bucarest, 21 dicembre 1934), è un biologo, filosofo, storico delle scienze francese di origini rumene.

## Biografia
Figlio di Dumitru Peligrad, boiaro
e filantropo, i suoi primi studi riguardano l'influenza dell'elettricità sulla vita delle piante. Licenziato in biologia (1955), ingegnere agronomo (1956), dottore in genetica (1961) poi professore all'Università di Bucarest, combatte le teorie di Trofim Lysenko, imposte negli stati comunisti a partire dal 1948 (i suoi laboratori sono distrutti per tre volte e lui stesso è costretto ad abbandonare l'università alla fine degli anni 1950). Nel suo primo libro, pubblicato in rumeno nel 1969, Biologia generale, genetica e miglioramento, Denis Buican, non esita ad attaccare il lysenkismo ufficiale. 
Per sfuggire alla dittatura comunista, si trasferisce a Parigi nel 1969, in occasione di un congresso internazionale. 
Naturalizzato francese nel 1972, lavora ad una tesi di storia (Storia della genetica e dell'evoluzionismo in Francia, 1984). Nel 1989, il suo libro La rivoluzione dell'evoluzione ottiene un Grand Prix dell'Académie française. Nel 1997, presiede la sezione "Biologia e scienze mediche" del XX Congresso internazionale di storia delle scienze a Liegi, (Belgio).
Professore di storia delle scienze all'Università Parigi X - Nanterre (1983-2003), è l'autore di una nuova teoria dell'evoluzione, la "teoria sinergica dell'evoluzione". Ha elaborato anche una nuova teoria della conoscenza, la "biognoseologia".
Scrittore di lingua rumena e francese, ha pubblicato parecchie raccolte di poesie, di una sensibilità originale, vicine alle opere di Lucian Blaga e di Tudor Arghezi. Ossessionate dal nulla, queste brevi composizioni, molto dense, si aprono su un universo che non è dissimile da quello del filosofo Emil Cioran.

## Opere
- Arbre seul (poesie), Parigi, Edizioni Pierre-Jean Oswald, 1974.
- Lumière aveugle (poesie), Parigi, Edizioni Saint-Germain des Prés, 1976.
- L'eterno ritorno di Lysenko, Roma, Armando Armando, 1983.
- Sur-Être ? Hérédité et avenir de l'homme, Parigi, Serge Fleury/L'Harmattan, 1983.
- Histoire de la génétique et de l'évolutionnisme en France, Parigi, PUF, 1984.
- Génétique et pensée évolutionniste, Parigi, Sedes, 1987.
- La révolution de l'évolution, Parigi, PUF, 1989.
- Biognoséologie. Evolution et révolution de la connaissance, Parigi, Kimé, 1993.
- Jean Rostand, le patriarche iconoclaste de Ville-d'Avray, Parigi, Kimé, 1994.
- L'évolution aujourd'hui, Parigi, Hachette, 1995.
- Charles Darwin, Roma, Armando Armando, 1996.
- Dictionnaire de biologie. Notions essentielles, Parigi, Larousse, 1997.
- L'évolution et les théories évolutionnistes, Parigi, Masson, 1997.
- L'épopée du vivant, Parigi, Frison-Roche, 2003.
- L'odyssée de l'évolution, Parigi, Ellipses, 2008.
- Mendel dans l'histoire de la génétique, Parigi, Ellipses, 2008.
- Darwin dans l'histoire de la biologie, Parigi, Ellipses, 2008.